# Les Molières
Les Molières  [lɛ moliɛʁ] je francouzská obec v departementu Essonne v regionu Île-de-France.

## Poloha
Obec Les Molières se nachází asi 29 km jihozápadně od Paříže. Obklopují ji obce Saint-Rémy-lès-Chevreuse na severu, Gometz-la-Ville na severovýchodě a na východě, Limours na jihovýchodě a na jihu, Pecqueuse na jihozápadě a Boullay-les-Troux na západě a na severozápadě.

## Pamětihodnosti
- Kostel Máří Magdalény ze 17. století s pozdějšími úpravami

## Vývoj počtu obyvatel
Počet obyvatel